# Station West Horndon
West Horndon is een spoorwegstation van National Rail in Brentwood in Engeland. Het station is eigendom van Network Rail en wordt beheerd door c2c. 